# 최수연 (기업인)
최수연(崔秀妍, 1981년 11월 3일~)은 대한민국의 기업인이자, 네이버의 대표이사이다.

## 학력
- 광주동신여자고등학교 졸업 (2000년)[1]
- 서울대학교 지구환경시스템공학부 및 언론정보학 학사 (2005년)[2]
- 연세대학교 법학전문대학원 졸업 (2012년)[3]
- 하버드 대학교 로스쿨 법학석사(LL.M) 과정 수료 (2017–2018년)[4]

## 경력
- 2005년 NHN(현 네이버) 커뮤니케이션·마케팅 부서 입사
- 2009년 퇴사 후 연세대 법전원 진학 및 2012년 1회 변호사시험 합격, 법무법인 율촌 입사[5]
- 2017년 하버드 로스쿨 진학과 동시에 뉴욕주 변호사 자격 취득
- 2019년 11월 네이버 재입사, 글로벌사업지원부 책임리더
- 2021년 11월 비등기 임원 선임
- 2022년 3월 대표이사로 선임, 취임[6]

## 같이 보기
- 네이버 주식회사